# Beatrice Arthur
Beatrice Arthur (nascuda Bernice Frankel; Nova York, 13 de maig de 1922 - Los Angeles, Califòrnia, 25 d'abril de 2009) i també coneguda com a Bea Arthur, va ser una actriu, comediant i cantant estatunidenca. Durant la seva carrera artística de 70 anys de durada, va treballar en cinema, teatre i televisió. Va participar en nombrosos musicals de Broadway i en l'anomenat "Off-Broadway", i en altres ciutats del seu país. També va ser protagonista de dues reeixides comèdies televisives de llarga durada: Maude, que es va transmetre en la cadena CBS des de 1972 a 1978 (141 episodis), i The Golden Girls, en la qual va compartir crèdits amb Estelle Getty, Rue McClanahan i Betty White, que es va emetre en la NBC des de 1985 a 1992. Les seves interpretacions la van fer creditora de nombrosos premis i reconeixements, entre ells dos premis Emmy i un premi Tony.

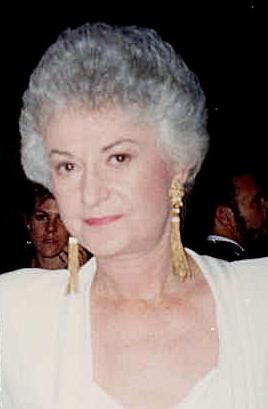
L'actriu el 1987

## Biografia
Nascuda com Bernice Frankel de pares jueus, Philip i Rebeca Frankel a Nova York el 13 de maig de 1922. El 1933, la seva família es va mudar a Cambridge, Maryland, on els seus pares regentaven una botiga de roba femenina. Va anar a la Linden Hall High School, una escola de nenes a Lititz, Pennsilvània, abans d'inscriure's en l'avui desapareguda Escola de Nenes de Blackstone de Blackstone, Virgínia, on va participar en algunes obres teatrals.
Des de 1947, Bea Arthur va estudiar en el Taller Dramàtic de la Nova Escola de Nova York amb el director alemany Erwin Piscator. Arthur va començar la seva carrera com a membre d'un grup de teatre Off-Broadway en el Teatre Cherry Lane de Nova York a finals de 1940.
En l'escenari, els seus papers van incloure la Mare en Sis personatges a la recerca d'autor (1948), de Luigi Pirandello, Lucy Brown en l'estrena 1954 off-Broadway de l'adaptació a l'anglès de l'obra L'òpera dels tres centaus de Kurt Weill de Marc Blitzstein, Yente el matrimonier en l'estrena de 1964 del Violinista a la teulada a Broadway, i representant a Vera Charles en la qual Angela Lansbury va obtenir el Premi Tony de 1966 pel seu paper en Mame. Va repetir el paper en la pel·lícula 1974 davant Lucille Ball.
El 1981, va aparèixer en la pel·lícula de Woody Allen Stardust Memory. Va fer el seu debut en el Metropolitan Opera el 1994 representant la duquessa de Krakenthorp, un paper parlat, en l'obra de Gaetano Donizetti La fille du régiment.
El 1971, Arthur va ser convidada per Norman Lear com a estrella convidada en la comèdia All in the Family, com a Maude Findlay, la cosina d'Edith Bunker. Oberta feminista liberal, Maude era l'antítesi a l'intolerant i conservador Archie Bunker, que la va denunciar com un fanàtic del "New Deal".
Després de gairebé 50 anys, la vida de Bea Arthur va donar un gir fent una crida als espectadors i directius de la CBS, als qui més tard recordaria amb la pregunta: Qui és aquesta noia? donem-li la seva pròpia sèrie.
Aquesta sèrie, es va iniciar després de la seva segona aparició en All in the Family, que portaria el títol de Maude. La sèrie, va començar el 1972, en la qual Maude es trobava vivint en la comunitat del Tuckahoe, al Comtat de Westchester a Nova York, amb el seu marit Walter (Bill Macy) i la seva filla divorciada Carol (Adrienne Barbeau). La seva actuació com Maude la va fer guanyadora de diverses nominacions als Emmy i els Globus d'Or, incloent l'Emmy el 1977 com a millor actriu principal en sèries còmiques.
El seu rostre, no obstant això, està associat al paper de Dorothy Zbornak, una divorciada de mitjana edat que comparteix apartament amb la seva mare Sophia Petrillo (Estelle Getty), i les seves amigues Blanche Devereaux (Rue McClanahan) i Rose Nylund (Betty White) a The Golden Girls (1985-1992), una de les sèries de més èxit dels anys vuitanta. En el xou Dorothy va desplegar un humor àcid i sarcàstic que va fer les delícies del públic.
Amb el pas dels anys, el seu treball va baixar però tot i així va continuar realitzant aparicions especials en sèries televisives com The Golden Palace (1992), sèrie derivada de The Golden Girls de la qual no va voler formar part perquè la seva imatge no seguís associada al personatge de Dorothy Zbornak, Dave's World (1997) i Malcolm in the Middle (2000, actuació que li va suposar una nominació al premi Primetime Emmy a la millor actriu convidada d'una sèrie de comèdia. Així mateix va realitzar una gira pels Estats Units amb els seus espectacles unipersonals: An Evening with Bea Arthur i And Then There's Bea.
El 2002 va tornar a Broadway protagonitzant l'espectacle Bea Arthur on Broadway: Just Between Friends, una recopilació d'històries i cançons basades en la seva vida i la seva carrera. L'espectacle va ser nominat al premi Tony al millor esdeveniment teatral especial. Després del seu pas per Broadway, va reprendre la seva gira nacional amb An Evening with Bea Arthur, que va continuar representat en diverses ciutats estatunidenques entre 2003 i 2006. El seu últim treball en una sèrie de televisió el va realitzar en la comèdia Curb Your Enthusiasm, fent el paper de la mare de Larry David.
Segons el seu portaveu, Dan Watt, Bea Arthur va morir a la seva casa de l'Àrea metropolitana de Los Angeles, Califòrnia, envoltada de la seva família, el matí del 25 d'abril de 2009, a l'edat de 86 anys. Estava malalta de càncer.

## Filmografia
Les seves pel·lícules més destacades són:

### Cinema
- 1959: That Kind of Woman
- 1970: Lovers and Other Strangers : Bea Vecchio
- 1974: Mame : Vera Charles
- 1981: History of the World: Part I: Directora de l'agència d'ocupació
- 1996: For Better or Worse: Beverly Makeshift
- 2000: Enemies of Laughter: La mare de Paul

### Televisió
- 1954: Caesar's Hour : Recurrent (1956-1957)
- 1972: All in the family Maude Finley
- 1972: Maude (sèrie) : Maude Finley
- 1978: The 'Star Wars' Holiday Special: Ackmena
- 1983: Amanda's: Amanda Cartwright - Adaptació de la sèrie britànica Fawlty Towers
- 1985: The Golden Girls: Dorothy Zbornak
- 1988: My First Love: Jean Miller
- 2001: Malcolm: Sra. Whites